# マディソン郡 (テネシー州)
座標: 北緯35度37分 西経88度50分 / 北緯35.61度 西経88.84度
マディソン郡（英: Madison County）は、アメリカ合衆国のテネシー州にある郡。人口は9万8823人（2020年）で、郡庁所在地はジャクソンである。
隣接するチェスター郡とジャクソン大都市統計地域（都市圏）を構成している。
選挙で選ばれる郡長と10地区から選ばれる計25人の郡委員が自治を担う。

## 地理
国勢調査局によると、この郡の総面積は1447平方キロ（559平方マイル）で、うち1443平方キロ（557平方マイル）が陸地、総面積の0.29%にあたる4平方キロ（2平方マイル）が水域となっている。
公園
- ピンソン・マウンズ州立考古学公園

隣接する郡
- ギブソン郡（北）
- キャロル郡（北東）
- ヘンダーソン郡（東）
- チェスター郡（南東）
- ハードマン郡（南）
- ヘイウッド郡（西）
- クロケット郡（北西）

## 住民

2000年国勢調査の結果をもとに作成した郡の人口ピラミッド

2000年国勢調査時点で、この郡には9万1837人、3万5552世帯、2万4637家族が暮らしている。人口密度は1平方キロあたり64人で、平方マイルに換算すると165人となる。住居数は3万8205軒で、1平方キロに平均26軒（1平方マイルあたりでは69軒）が建っていることになる。住民のうち白人は65.20%、アフリカ系は32.46%、ネイティブ・アメリカンは0.16%、アジア系は0.63%、太平洋諸島系は0.01%、その他の人種は0.67%、混血は0.86%、ヒスパニック（ラテン系）は1.71%を占める。
3万5552世帯のうち33.5%は18歳未満の子供と暮らしており、49.8%は夫婦で生活している。15.9%は未婚の女性が世帯主であり、30.7%は家族以外の住人と同居している。26.2%が独り身世帯で、9.3%を独居老人の世帯が占める。1世帯あたりの平均構成人数は2.49人、家庭の平均構成人数は3.00人である。
住民のうち25.8%が18歳未満の未成年、11.0%が18歳以上24歳以下、29.1%が25歳以上44歳以下、21.7%が45歳以上64歳以下、12.3%が65歳以上となっており、平均年齢は35歳である。女性100人に対して男性が92.1人いる一方、18歳以上の女性100人に対しては87.2人いる。
一世帯あたりの平均収入は3万6982米ドル、家族ごとでは4万4595米ドルである。男性の平均収入は3万4253米ドル、女性の平均収入は2万3729米ドルで、労働者でない人々も含めた住民一人当たりの収入は1万9389米ドルとなる。総人口の14.0%、家族の10.8%、18歳未満の子供の18.4%、および65歳以上の高齢者の11.8%は貧困線以下の収入で生計を立てている。

## 都市および町
- ジャクソン（郡庁所在地）
- ハンボルト (en:Humboldt, Tennessee)
- ミドン (en:Medon, Tennessee)
- スリーウェイ (en:Three Way, Tennessee)

非法人地域
- ビーチブラフ (Beech Bluff)
- デンマーク (en:Denmark, Tennessee)
- マーサー (Mercer)
- オークフィールド (en:Oakfield, Tennessee)
- ピンソン (en:Pinson, Tennessee)
- スプリングクリーク (Spring Creek)